# Marcel Lucien
Marcel Marie Germain Lucien est un directeur de la photographie français né le 5 mars 1902 à Antibes et mort le 22 août 1958 à l'Hôpital Tenon dans le 20e arrondissement.

## Biographie
Marcel Lucien débute comme chef opérateur en 1925 et collabore à une quarantaine de films français (et à un film américain de Rex Ingram en 1927, The Garden of Allah (en), tourné en France et en Afrique du Nord. Les deux derniers auxquels il participe, réalisés par André Hugon, sortent en 1950 — un court métrage — et 1952.
En particulier, il travaille avec deux réalisateurs : Jean Renoir, de 1928 à 1932 et surtout Christian-Jaque, de 1936 à 1938.
Il a collaboré également avec Maurice Cammage (Une nuit de folies), Sacha Guitry (Le Roman d'un tricheur), Jean-Paul Paulin (Trois de Saint-Cyr), ou encore Jacques Daroy (Inspecteur Sergil).

## Filmographie
Films français, comme directeur de la photographie, sauf mention contraire
- 1925 : La Femme aux yeux fermés d'Alexandre Ryder
- 1927 : The Garden of Allah (en) de Rex Ingram (film américain, tourné en Algérie, au Maroc et aux Studios de la Victorine à Nice)
- 1928 : Le Tournoi dans la cité de Jean Renoir
- 1929 : Le Bled de Jean Renoir
- 1930 : Le Petit Chaperon rouge d'Alberto Cavalcanti
- 1930 : Virages d'André Jaeger-Schmidt
- 1932 : La Joie d'une heure d'André Cerf
- 1932 : Boudu sauvé des eaux de Jean Renoir
- 1932 : Moune et son notaire d'Hubert Bourlon
- 1932 : La Nuit du carrefour de Jean Renoir
- 1933 : Miss Helyett d'Hubert Bourlon et Jean Kemm
- 1933 : Cent Mille Francs pour un baiser ou Pourquoi pas ? d'Hubert Bourlon et Georges Delance
- 1933 : Baroud de Rex Ingram et Alice Terry (version alternative en anglais[3], tournée au Maroc et aux Studios de la Victorine)
- 1933 : Le Barbier de Séville d'Hubert Bourlon et Jean Kemm
- 1934 : Une nuit de folies de Maurice Cammage
- 1934 : La Flambée de Jean de Marguenat
- 1934 : La Reine de Biarritz de Jean Toulout
- 1935 : Deuxième Bureau de Pierre Billon (premier assistant opérateur)
- 1936 : Le Roman d'un tricheur de Sacha Guitry
- 1936 : Transigeons de Hubert de Rouvres - moyen métrage -
- 1936 : Monsieur Personne de Christian-Jaque
- 1936 : Titres exceptionnels de Hubert de Rouvres - court métrage
- 1936 : Rigolboche de Christian-Jaque
- 1936 : La Terre qui meurt, de Jean Vallée
- 1937 : Josette de Christian-Jaque
- 1937 : Les Pirates du rail de Christian-Jaque
- 1937 : À Venise, une nuit de Christian-Jaque
- 1937 : La Maison d'en face de Christian-Jaque
- 1937 : Les Dégourdis de la 11e de Christian-Jaque
- 1937 : François Ier de Christian-Jaque
- 1938 : Alerte en Méditerranée de Léo Joannon
- 1938 : Les Disparus de Saint-Agil de Christian-Jaque
- 1938 : Le Capitaine Benoît de Maurice de Canonge
- 1939 : Trois de Saint-Cyr de Jean-Paul Paulin
- 1939 : Le Paradis des voleurs de Lucien-Charles Marsoudet
- 1939 : Le Feu de paille ou L'Enfant prodige de Jean Benoît-Lévy
- 1940 : Le Café du port de Jean Choux
- 1940 : Le Collier de chanvre de Léon Mathot
- 1940 : Les Trois Tambours de Maurice de Canonge
- 1941 : La Troisième Dalle[4] de Michel Dulud
- 1942 : Cap au large de Jean-Paul Paulin
- 1943 : Forces occultes de Jean Mamy (film de propagande)
- 1945 : Le Roi des resquilleurs de Jean Devaivre
- 1946 : On demande un ménage de Maurice Cam
- 1947 : Inspecteur Sergil de Jacques Daroy
- 1947 : Le Château de la dernière chance de Jean-Paul Paulin
- 1947 : La Dame de Haut-le-Bois de Jacques Daroy
- 1948 : Une belle garce de Jacques Daroy
- 1950 : Les Souvenirs de Maurin des Maures d'André Hugon (court métrage)
- 1952 : Les Quatre Sergents du Fort Carré d'André Hugon